# LEGO Masters (Nederland/Vlaanderen)
LEGO Masters is de Nederlandstalige versie van het televisieprogramma LEGO Masters, waarin Nederlandse en Vlaamse deelnemers strijden om de titel 'beste LEGO-bouwer'. Het eerste seizoen werd uitgezonden in 2020. Daarna volgden tot 2025 drie seizoenen. In Nederland zijn ook drie specials uitgezonden: twee kerstspecials waarin bekende Nederlanders tegen elkaar streden voor goede doelen, en een kinderspecial waarin kinderen van 10 t/m 13 tegen elkaar streden. Het vierde seizoen uit 2025 had een iets andere opzet en werd uitgezonden als LEGO Masters: Out of the Box.

## Overzicht
| Seizoenen          | Aantal afl. | Startdatum                        | Einddatum                       | Zender | Zender | Presentatie   | Presentatie  | Jury             |
| ------------------ | ----------- | --------------------------------- | ------------------------------- | ------ | ------ | ------------- | ------------ | ---------------- |
| Seizoen 1          | 8           | 11 april 2020                     | 30 mei 2020                     | RTL 4  | VTM    | Ruben Nicolai | Kürt Rogiers | Bas Brederode    |
| Kerstspecial 2020  | 1           | 26 december 2020                  | 26 december 2020                | RTL 4  |        | Ruben Nicolai |              | Jonathan Bennink |
| Seizoen 2          | 9           | 6 maart 2021 13 maart 2021        | 8 mei 2021                      | RTL 4  | VTM    | Ruben Nicolai | Kürt Rogiers | Jonathan Bennink |
| Kinderspecial 2021 | 1           | 15 mei 2021                       | 15 mei 2021                     | RTL 4  |        | Ruben Nicolai |              | Jonathan Bennink |
| Seizoen 3          | 9           | 27 augustus 2022 3 september 2022 | 22 oktober 2022 29 oktober 2022 | RTL 4  | VTM    | Jamai Loman   | Andy Peelman | Esmee Kuenen     |
| Kerstspecial 2022  | 1           | 28 december 2022                  | 28 december 2022                | RTL 4  |        | Jamai Loman   |              | Esmee Kuenen     |
| Seizoen 4          | 9           | 6 februari 2025 15 februari 2025  | 3 april 2025 12 april 2025      | RTL 4  | VTM    | Ruben Nicolai | Kürt Rogiers | Ashwin Visser    |

## Seizoen 1 (2020)
Het eerste seizoen werd uitgezonden van 11 april tot en met 30 mei 2020 door VTM in België en RTL 4 in Nederland. Het werd gepresenteerd door Ruben Nicolai en Kürt Rogiers.
Er meldden zich 1.300 mensen aan voor deelname. De eerste selectieronde vond plaats op verschillende dagen in december 2019 in evenementenhal Breepark in Breda. De tweede selectieronde was in januari 2020, eveneens in Breda. Na de tweede selectieronde werden acht duo's geselecteerd voor de uitzendingen. De opnames vonden plaats tussen 3 februari en 6 maart 2020 in Studio 47 in Hilversum.
Aan de achtdelige programmaserie deden acht kandidatenduo's mee: vier uit Nederland, drie uit België en een samengesteld Nederlands-Belgisch team. In totaal bouwden ze 121 uur, waarin ze 14 opdrachten uitvoerden. De kandidaten hadden 2,5 miljoen bouwstenen ter beschikking. De jurering werd tijdens het eerste seizoen verzorgd door Bas Brederode, die als senior ontwerper bij LEGO werkt en in het programma 'de Brickmaster' wordt genoemd.
Na elke aflevering was er een 'home challenge' voor fans, die op Instagram een foto of video van hun bouwwerk konden posten.
Op zaterdag 11 april 2020 vond de eerste uitzending plaats. De volgende dag werd bekendgemaakt dat het programma in Nederland met bijna 1,6 miljoen kijkers succesvol van start was gegaan. Het was die dag het op een na bestbekeken programma, na het NOS Journaal van 20.00 uur. In Vlaanderen keken diezelfde avond 727.087 mensen naar de eerste aflevering, waarmee het programma die dag het op een na bestbekeken programma was, na het 7 Uur Journaal.
Zowel in Nederland als in Vlaanderen werden de uitzendingen vanaf de derde aflevering ondertiteld.
Het winnende duo Jan & Lola won behalve een trofee van LEGO ook 25.000 euro en een reis naar het LEGO House in Billund, Denemarken.

### Deelnemers
| Positie | Team              | Leeftijden | Land                                 | Relatie           | Afleveringen | Afleveringen | Afleveringen | Afleveringen | Afleveringen | Afleveringen | Afleveringen | Afleveringen |
| Positie | Team              | Leeftijden | Land                                 | Relatie           | 1GE          | 2            | 3            | 4            | 5GE          | 6            | 7            | 8            |
| ------- | ----------------- | ---------- | ------------------------------------ | ----------------- | ------------ | ------------ | ------------ | ------------ | ------------ | ------------ | ------------ | ------------ |
| 1       | Lola & Jan        | 31 & 29    | Vlag van Nederland                   | Ex-geliefden      | VEILIG       | WINV         | RISICO       | VEILIG       | RISICO       | VEILIG       | WIN          | WINNAAR      |
| 2       | Martijn & Jos     | 21 & 21    | Vlag van Nederland                   | Vrienden          | WINGS        | 2DE          | VEILIG       | VEILIGGS     | VEILIG       | WIN          | 2DE          | 2DE          |
| 3       | Björn & Corneel   | 40 & 21    | Vlag van België                      | Vrienden          | VEILIG       | VEILIG       | WIN          | WIN          | WINV         | 2DE          | RISICO       | 3DE          |
| 4       | David & Giovanni  | 42 & 44    | Vlag van België                      | Vrienden          | 2DE          | VEILIG       | VEILIG       | RISICO       | VEILIG       | RISICO       | ELIM         |              |
| 5       | Andreas & Arno    | 22 & 22    | Vlag van België                      | Partners          | VEILIG       | VEILIG       | VEILIG       | 2DE          | VEILIG       | ELIM         |              |              |
| 6       | Evelien & Natasja | 40 & 40    | Vlag van Nederland                   | Vriendinnen       | VEILIG       | RISICO       | VEILIG       | ELIM         |              |              |              |              |
| 7       | Kasper & Ed       | 37 & 63    | Vlag van Nederland                   | Vader & zoon      | VEILIG       | VEILIG       | ELIM         |              |              |              |              |              |
| 8       | Eric & Jaco       | 61 & 45    | Vlag van België · Vlag van Nederland | Samengesteld team | VEILIG       | ELIM         |              |              |              |              |              |              |

### Afleveringen

#### Aflevering 1
- Uitzenddatum - 11 april 2020
- Opdracht: Mega City - De acht teams moesten binnen vijftien uur een stadsblok creëren waarmee een half-afgebouwde stad gecompleteerd moest worden. Daarna kregen ze opdracht om in nog eens drie uur een ‘aanval op hun gebouw’ vorm te geven.
- Voordeel – Het winnende team ontving het "Gouden Steentje", dat ze in de tweede tot en met de vijfde aflevering eenmalig in mochten zetten om een mogelijke uitschakeling te voorkomen.

#### Aflevering 2
- Uitzenddatum - 18 april 2020
- Opdracht: Space smash - De acht teams kregen zeven uur de tijd om een ontwerp met het thema 'ruimte' te bouwen, dat er spectaculair moest uitzien als het aan het einde vernield werd. Voorafgaand aan het bouwen werd er geloot voor: vernieling door honkbalknuppel, met 100 km/u crashen tegen een muur, vallen van 4 meter hoogte vanaf een hoogwerker of opgeblazen worden door een explosie. Aan het eind van de aflevering viel er één team af.
- Voordeel – Het winnende team ontving 'een groot voordeel' in de volgende aflevering.

#### Aflevering 3
- Uitzenddatum - 25 april 2020
- Opdracht: Cut in half
  - Opdracht 1: De zeven overgebleven teams kregen tien uur de tijd om van een half voorwerp weer een compleet voorwerp te maken, op een zo fantasierijk mogelijke manier. Omdat Jan & Lola de vorige opdracht hadden gewonnen mochten zij als eerste een half voorwerp kiezen, en mochten ze de overgebleven halve voorwerpen toewijzen aan de andere teams
  - Opdracht 2: Voor de tweede opdracht werden de teams opgesplitst (cut in half) en kreeg iedere deelnemer een individuele opdracht. De eersten van ieder team kregen één uur de tijd om ieder een zeedier te maken. Daarna moesten de anderen ieder in één uur een landdier maken. Na deze beide afzonderlijke opdrachten kreeg ieder team één uur de tijd om van hun dieren één dier te maken. Daarvoor moesten alle blokjes van beide individueel gebouwde dieren gebruikt worden en mochten geen nieuwe blokjes gebruikt worden.
Aan het eind van de aflevering viel er één team af.

#### Aflevering 4
- Uitzenddatum - 2 mei 2020
- Voordeelopdracht: Break & make - De zes overgebleven teams moesten met exact dezelfde set steentjes van 1723 stuks, in vier uur tijd iets naar eigen keuze maken. Ze mochten geen aanvullende steentjes uit de Brickshop halen en alle stukjes moesten worden gebruikt.
- Eliminatieopdracht: Droomappartement - In de tweede opdracht moesten de teams een appartement met drie verdiepingen afbouwen en inrichten; zodat het hun eigen droomappartement voorstelde. Iedere deelnemer kreeg voor deze opdracht een minifiguur[noot 2] naar zijn of haar eigen evenbeeld, dat in het droomappartement gebruikt moest worden. De winnaars van de voordeelopdracht 'Break & make' kregen twaalf uur de tijd voor deze opdracht, terwijl de rest van deelnemers elf uur kreeg. Aan het eind van de aflevering viel er één team af.

#### Aflevering 5
- Uitzenddatum - 9 mei 2020
- Voordeelopdracht: Trains, planes and automobiles - De vijf overgebleven teams moesten in drie uur een grote versie bouwen van het vervoermiddel dat de Brickmaster hen verstrekte. Na anderhalf uur was er een verrassing en moest elk team hun halffabricaat doorgeven aan het team rechts van hen, en dit team moest met het halffabricaat dat ze zelf ontvingen met zo weinig mogelijk aanpassingen alsnog hun vervoermiddel maken.
- Eliminatieopdracht: Brug - In de tweede opdracht moesten de teams in tien uur een brug van drie meter lang bouwen, welk een zo groot mogelijk gewicht kon dragen. Dit werd allereerst getest door met een afstandbestuurbare speelgoedauto geladen met 4 kg over de brug te rijden. Daarna werden een voor een kettlebell-gewichten van respectievelijk 8, 8, 10, 10, 12, 12, 14, 14, 16, 16, 20 en 20 kg op de brug geplaatst. Indien twee bruggen hetzelfde gewicht zouden kunnen dragen, zou het resultaat van de eerste opdracht doorslaggevend zijn.
- Voordeel – Het winnende team ontving 'een groot voordeel' in de volgende aflevering. Aan het eind van de aflevering viel er geen team af.

#### Aflevering 6
- Uitzenddatum - 16 mei 2020
- Opdracht: Apparaten
  - Opdracht 1: 10-minuten-miniatuur - De vijf overgebleven teams moesten in tien minuten een miniatuur bouwen van een retro-apparaat. Omdat Björn & Corneel de vorige opdracht hadden gewonnen mochten zij als eerste een voorwerp kiezen, en mochten ze de overgebleven voorwerpen toewijzen aan de andere teams
  - Opdracht 2: Zo werkt het – De teams moesten in tien uur de voorzijde van hun retro-voorwerp zo realistisch mogelijk nabouwen, terwijl aan de andere zijde op fantasievolle wijze de werking wordt uitgebeeld met minifigs.[noot 2] Aan het eind van de aflevering viel er één team af.

#### Aflevering 7
- Uitzenddatum - 23 mei 2020
- Opdracht: De tijd
  - Opdracht 1: Time-train – De vier teams in de halve finale moesten in één uur een 'tijd-trein' bouwen; een fantasievolle trein, vol creativiteit, die “sneller kan dan het licht en waarmee door de tijd gereisd kan worden”.
  - Opdracht 2: Tijdperk – De teams moesten in zestien uur een voorstelling bouwen in een specifiek tijdperk. De voorstellingen werden tegen elkaar geplaatst, waarna de 'tijd-treinen' door de vier periodes reden en zo 'door de tijd reisden'. Er werd geloot welk tijdperk ieder team zou krijgen: prehistorie, middeleeuwen, industriële revolutie (19e eeuw) of toekomst. Martijn & Jos, die de vorige opdracht hadden gewonnen, mochten als eerste loten. Er werd bij deze opdracht vooral gelet op het verhaal, waarbij er naast een hoofdverhaal ook kleine humorvolle verhaaltjes uitgebeeld moesten worden. Aan het eind van de aflevering viel er één team af.

#### Aflevering 8 – finale
- Uitzenddatum - 30 mei 2020
- Opdracht: Master Build – In de finale ondersteunde de Britse senior designer van LEGO Justin Ramsden[noot 3] de Brickmaster als extra jurylid. De drie finalisten-teams kregen een 'vrije opdracht' en mochten "eindelijk bouwen wat ze altijd al hebben willen bouwen". De teams kregen achtentwintig uur de tijd voor hun 'Master Build'.[20] De opdracht werd tweemaal onderbroken: de eerste keer kregen de deelnemers ter ontspanning een stoelmassage, en de tweede keer een verrassingsbezoek van een dierbare die hen extra kwam motiveren.

Nadat de bouwwerken klaar waren, stemden eerst beide juryleden die elk door middel van een 'diamanten' steentje 50 stemmen uitbrachten. De Brickmaster gaf zijn stem aan Martijn & Jos, terwijl Justin Ramsden koos voor Lola & Jan. Daarna stemde 'het publiek'; 150 personen – de vijf eerder afgevallen kandidatenduo's plus 140 'trouwe kijkers' uit Nederland en België – die elk door middel van een zwart steentje één stem uitbrachten.

Björn & Corneel eindigden als derde, Martijn & Jos als tweede en Lola & Jan wonnen LEGO Masters NL/BE 2020.

### Varia
- In de BrickShop in de studio lagen 2,5 miljoen blokjes in een groot aantal kleuren, vormen en formaten.[7]
- In totaal werd er tijdens deze reeks van LEGO Masters 121 uur gebouwd.[7]
- Gemiddeld bouwden de deelnemers 14,9 uur per aflevering.[7]
- De kortste opdracht duurde tien minuten, de langste 28 uur.[7]
- De reeks telde 25 draaidagen.[7]
- De draaidagen duurden gemiddeld tien tot twaalf uur, inclusief alle breaks.[7]
- Gemiddeld werden er 1.800 LEGO-blokjes per bouwwerk gebruikt.[7]
- 1.300 mensen meldden zich aan om deel te nemen, waaruit acht duo's de uitzendingen haalden.[7]

### Kijkcijfers
| Aflevering | Titel                               | Uitzenddatum  | Speelduur (excl. reclame) | Kijkers (positie) | Aantal kijkers NL (positie) (% marktaandeel)               | Aantal kijkers NL (positie) (% marktaandeel)         |
| ---------- | ----------------------------------- | ------------- | ------------------------- | ----------------- | ---------------------------------------------------------- | ---------------------------------------------------- |
| Aflevering | Titel                               | Uitzenddatum  | Speelduur (excl. reclame) | Kijkers (positie) | tijdens de uitzending + uitgesteld kijken op de uitzenddag | incl. uitgesteld kijken t/m 6 dagen na de uitzenddag |
| 1          | “Mega City”                         | 11 april 2020 | 1:12:17                   | 727.087 (nr. 2)   | 1.560.000 (nr. 2) (25,5%)                                  | 1.917.000 (nr. 2) (28,1%)                            |
| 2          | “Space smash”                       | 18 april 2020 | 1:07:14                   | 672.115 (nr. 6)   | 1.435.000 (nr. 3) (21,2%)                                  | 1.681.000 (nr. 2) (22,8%)                            |
| 3          | “Cut in half”                       | 25 april 2020 | 1:12:09                   | 614.252 (nr. 6)   | 1.317.000 (nr. 2) (21,2%)                                  | 1.600.000 (nr. 2) (23,4%)                            |
| 4          | “Break & make” & “Droomappartement” | 2 mei 2020    | 1:10:35                   | 620.338 (nr. 7)   | 1.496.000 (nr. 2) (23,8%)                                  | 1.822.000 (nr. 2) (26%)                              |
| 5          | “Voertuigen” & “Brug”               | 9 mei 2020    | 1:09:26                   | 619.561 (nr. 3)   | 1.149.000 (nr. 3) (23,2%)                                  | 1.510.000 (nr. 2) (26,7%)                            |
| 6          | “Apparaten”                         | 16 mei 2020   | 1:10:24                   | 629.060 (nr. 3)   | 1.582.000 (nr. 4) (24,3%)                                  | 1.880.000 (nr. 2) (26,1%)                            |
| 7          | “Halve finale”                      | 23 mei 2020   | 1:10:29                   | 607.537 (nr. 6)   | 1.420.000 (nr. 2) (24,7%)                                  | 1.741.000 (nr. 2) (26,8%)                            |
| 8          | “Finale”                            | 30 mei 2020   | 1:12:00                   | 593.686 (nr. 2)   | 1.380.000 (nr. 2) (28,6%)                                  | 1.851.000 (nr. 1) (32,4%)                            |

## Kerstspecial 2020
Op zaterdag 26 december 2020 werd in Nederland door RTL 4 een Lego Masters Kerstspecial uitgezonden met als deelnemers vijf teams van bekende Nederlanders.

De special was bedoeld om geld op te halen voor de bouw van 'Hotel Heppie Veluwe' voor Stichting Het Vergeten Kind.

De special werd, evenals de reguliere serie, gepresenteerd door Ruben Nicolai, die ook 'ambassadeur' van Stichting Het Vergeten Kind is. Als jurylid (Brickmaster) fungeerde Jonathan Bennink, design manager en digital design lead bij Lego.

### Teams
De teams werden onderscheiden door een eigen kleur kersttrui. De vijf BN'er-teams waren:
- Paars: Qmusic-nieuwslezeres Fien Vermeulen en FunX-dj, Fernando Halman
- Donkergroen: Expeditie Robinson-presentatieduo Nicolette Kluijver en Kaj Gorgels
- Groen: Bestsellerauteur Heleen van Royen en haar vriend Rigby-drummer Bart Meeldijk
- Wit: Actrice Moïse Trustfull en haar vriend presentator en zanger Kaj van der Voort
- Rood: Gelegenheidsduo Emma Deckers, dochter van Daphne Deckers en Christiaan Bauer, zoon van Frans Bauer[37]

### Opdrachten
De deelnemers kregen twee opdrachten:
- Bij de eerste opdracht moest men een versiering voor in de kerstboom bouwen. Nicolette en Kaj wonnen deze opdracht en daarmee een voordeel in de tweede opdracht.
- Voor de tweede opdracht kregen de deelnemers acht uur de tijd om een kamer voor het Heppie Hotel te bouwen, die geïnspireerd moest zijn op een tekening van een kind (kinderen konden hiervoor tekeningen insturen). Ieder team mocht 4 minuten hulp inroepen van Jan en Lola, de winnaars van de reguliere serie. Nicolette en Kaj mochten, omdat ze de eerste opdracht hadden gewonnen, twee maal 4 minuten hulp van Jan en Lola inroepen. 
De einduitslag werd bepaald door 13 kinderen, die elk een stem uitbrachten die een punt opleverde, en de Brickmaster, wiens stem 10 punten waard was. 
De special werd gewonnen door Emma en Christiaan.

### Statistieken
De special duurde 1:27:08 uur (excl. reclame) en werd uitgezonden van 20.00 uur tot 21.56 uur.
De uitzending trok 1,2 miljoen kijkers en was daarmee na het NOS Journaal van 20.00 uur het op één na bestbekeken programma van 26 december 2020.

## Seizoen 2 (2021)
Het tweede seizoen startte op zaterdag 6 maart 2021 in België, en op zaterdag 13 maart 2021 in Nederland.
Aan de tweede programmaserie van negen afleveringen deden acht kandidatenduo's mee: vier uit Nederland, drie uit België en een samengesteld Nederlands-Belgisch team. In totaal bouwden ze 144,5 uur, waarin ze 16 opdrachten uitvoerden. De jurering werd tijdens het tweede seizoen verzorgd door "Brickmaster" Jonathan Bennink, die eind 2020 ook de Kerstspecial jureerde. Hij werd iedere aflevering bijgestaan door een ander gastjurylid.
In de "Brickshop" lagen dit seizoen 3,5 miljoen steentjes, 1 miljoen méér dan in 2020.
Na elke aflevering was er een 'home challenge' voor fans, die op Instagram een foto of video van hun bouwwerk konden posten.
Zowel in Nederland als in Vlaanderen werden de uitzendingen ondertiteld.
Het tweede seizoen werd gewonnen door Roy en Thomas. Zij ontvingen een trofee van LEGO, 25.000 euro en een reis naar het LEGO House in Billund, Denemarken.

### Deelnemers
| Positie | Team            | Leeftijden | Land                                 | Relatie          | Afleveringen | Afleveringen | Afleveringen | Afleveringen | Afleveringen | Afleveringen | Afleveringen | Afleveringen | Afleveringen |
| Positie | Team            | Leeftijden | Land                                 | Relatie          | 1GE          | 2            | 3            | 4GE          | 5            | 6            | 7GE          | 8            | 9            |
| ------- | --------------- | ---------- | ------------------------------------ | ---------------- | ------------ | ------------ | ------------ | ------------ | ------------ | ------------ | ------------ | ------------ | ------------ |
| 1       | Roy & Thomas    | 33 & 29    | Vlag van Nederland · Vlag van België | Partners         | WINGS        | VEILIG       | VEILIG       | VEILIG       | RISICOGS     | WIN          | VEILIG       | VEILIG       | WINNAAR      |
| 2       | Jan & Juliën    | 42 & 25    | Vlag van België                      | Legovrienden     | 2DE          | VEILIG       | WIN          | VEILIG       | VEILIG       | VEILIG       | WIN          | RISICO       | 2DE          |
| 3       | Bibi & Marcel   | 46 & 49    | Vlag van Nederland                   | Scoutingvrienden | VEILIG       | RISICO       | 2DE          | RISICO       | 2DE          | RISICO       | VEILIG       | WIN          | 3DE          |
| 4       | Ernesto & Marco | 47 & 32    | Vlag van Nederland                   | Collega’s        | VEILIG       | VEILIG       | RISICO       | 2DE          | WIN          | 2DE          | 2DE          | ELIM         |              |
| 5       | Ine & Oscar     | 48 & 20    | Vlag van Nederland                   | Moeder & zoon    | VEILIG       | 2DE          | VEILIG       | VEILIG       | VEILIG       | ELIM         |              |              |              |
| 6       | Dries & Killian | 29 & 25    | Vlag van België                      | Collega’s        | VEILIG       | WINV         | VEILIG       | WINV         | ELIM         |              |              |              |              |
| 7       | Douwe & René    | 32 & 33    | Vlag van Nederland                   | Vrienden         | VEILIG       | VEILIG       | ELIM         |              |              |              |              |              |              |
| 8       | Amber & Arne    | 23 & 25    | Vlag van België                      | Legovrienden     | VEILIG       | ELIM         |              |              |              |              |              |              |              |

### Afleveringen

#### Aflevering 1
- Pretpark
- Uitzenddatum –  6 maart 2021  13 maart 2021
- Gastjurylid –  senior designer van LEGO Juliane Aufdembrinke[noot 5]
- Opdracht: Pretpark - De acht teams moesten binnen vijftien uur een pretparkattractie creëren waarmee een half-afgebouwd pretpark gecompleteerd moest worden. Ieder team kreeg voor zijn attractie een thema. Daarna kregen ze opdracht om in nog eens drie uur hun attractie '100 jaar later' vorm te geven.[45]
- Voordeel – Het winnende team ontving het "Gouden Steentje", dat ze in de tweede tot en met de zesde aflevering eenmalig in mogen zetten om een mogelijke uitschakeling te voorkomen.
- Eliminatie – Er viel deze aflevering niemand af.

#### Aflevering 2
- In de lucht
- Uitzenddatum –  13 maart 2021  20 maart 2021
- Gastjurylid –  senior designer van Lego Maarten Simons
- Voordeelopdracht: Toren - De acht teams moesten binnen anderhalf uur een zo hoog mogelijke toren bouwen met uitsluitend 'klassieke' 2×4 en 2×6 legoblokjes. De teams mochten geen ladders, trapjes of andere dingen gebruiken om op te staan.
  - Voordeel – Het winnende team ontving een uur extra bouwtijd in de eliminatieopdracht en mocht dus tien uur bouwen.
- Eliminatieopdracht: In de lucht - De acht teams moesten binnen negen uur een eigen creatie bouwen 'in de lucht' (hangend aan een kabel).
  - Voordeel – Het winnende team ontving 'een groot voordeel' in de volgende aflevering.
- Eliminatie – Amber en Arne vielen af.

Voordeelopdracht - Toren
- Dries & Killian: 5,20 m; Het team ontving 'een groot voordeel' in de eliminatieopdracht.
- Jan & Juliën: 4,44 m
- Ernesto & Marco: 4,26 m

Eliminatieopdracht - In de lucht

#### Aflevering 3
- Replica
- Uitzenddatum –  20 maart 2021  27 maart 2021
- Gastjurylid –  Certified Lego Professional[noot 6] Dirk Denoyelle[47][49][50]
- Voordeelopdracht: Replica - De zeven teams moesten binnen zes uur een replica van een gebruiksvoorwerp bouwen. Dries en Killian mochten omdat ze de vorige aflevering gewonnen hadden als eerste een voorwerp uitkiezen en mochten de andere voorwerpen toewijzen aan de andere teams.
  - Voordeel – Het winnende team mocht de eliminatieopdracht uitvoeren met de eigen replica, terwijl de andere teams hun replica aan een ander team moesten geven.
- Eliminatieopdracht: Tot leven brengen - De teams moesten binnen acht uur de hun toegewezen replica 'tot leven brengen'.
  - Voordeel – Het winnende team ontving 'een groot voordeel' in de volgende aflevering.
- Eliminatie – Douwe en René vielen af.

#### Aflevering 4
- Pasen
- Uitzenddatum –  27 maart 2021  3 april 2021
- Gastjurylid – Er was deze aflevering geen gastjurylid
- Voordeelopdracht: Paasei - De zes teams moesten binnen twee uur een paasei bouwen met een diameter van 16 studs.[noot 7]
  - Voordeel – Het winnende team mocht in de volgende opdracht hun toren een keer testen op de trilplaat.
- Hoofdopdracht: Toren - De teams moesten binnen acht uur een toren bouwen van 1,20 m hoog en 32×32 studs[noot 7] breed. Het paasei uit de voordeelopdracht moest zichtbaar in de toren verwerkt worden. De toren moest ook 'tegen een stootje kunnen', want hij werd geplaatst op een trilplaat met 10 trillingsniveaus: van 1, zacht tot 10, hard. Elke 10s werd de trilplaat een niveau hoger gezet. De toren die het langst standhield won. Zouden er twee torens op hetzelfde niveau eindigen, dan zou de mooiste winnen.
  - Voordeel – Het winnende team ontving 'een gigantisch voordeel' in de volgende aflevering.
- Eliminatie – Er viel deze aflevering niemand af.

#### Aflevering 5
- Kunst met een grote 'K'
- Uitzenddatum –   10 april 2021[13]
- Gastjurylid –  Kunstenaar Koen Vanmechelen[52]
- Voordeelopdracht: Portret – Iedere deelnemer moest moesten binnen twee uur een portret maken van zijn teamgenoot. Omdat Dries en Killian de vorige opdracht gewonnen hadden, mochten zij tijdens het bouwen een foto van hun teamgenoot gebruiken. De anderen moesten het uit het hoofd doen.
  - Voordeel – De opdracht werd gewonnen door Ernesto en Marco. Zij mochten voor de eliminatieopdracht een schilderij uitkiezen.
- Eliminatieopdracht: Reproductie - De teams moesten binnen twaalf uur een beroemd schilderij driedimensionaal nabouwen, en er een eigen draai aan geven. Ernesto en Marco mochten omdat ze de voordeelopdracht gewonnen hadden als eerste een schilderij uitkiezen, de andere schilderijen werden willekeurig toegewezen aan de andere teams. Voor deze opdracht ontving ieder team een 'teamnaam'. Deze bestond uit het voorste en laatste deel van de namen van elk koppel. Het legoschilderij van het winnende team werd geëxposeerd in de Lego-Store in Utrecht.
- Eliminatie – Dries en Killian vielen af.

#### Aflevering 6
- Boven en onder
- Uitzenddatum –   17 april 2021
- Gastjurylid –  senior designer van LEGO Justin Ramsden[noot 3]
- Voordeelopdracht: Matroesjka – De teams moesten binnen vier uur een 'matroesjka'-bouwwerk maken van vier lagen dat de voedselketen op een verrassende wijze in beeld bracht. Als eerste laag ontving elk team een Lego-diertje.
  - Voordeel – De winnaar kreeg 'comfort' tijdens de eliminatieopdracht.
- Eliminatieopdracht: Boven en onder - De teams moesten binnen twaalf uur een ontwerp bouwen waarvan de helft op een grondplaat aan de bovenkant van hun bouwtafel moest worden gebouwd, en de andere helft aan een even grote grondplaat die tegen de onderkant van hun bouwtafel was bevestigd.
- Eliminatie – Ine en Oscar vielen af.

#### Aflevering 7
- Star Wars
- Uitzenddatum –   24 april 2021
- Gastjurylid –  Stefan Cembolista, Star Wars-liefhebber en decorbouwer voor Star Wars-beurzen[53]

Voor deze aflevering was de Brickshop heringericht in Star Wars-stijl.
- Voordeelopdracht: Stormtrooper – De teams moesten binnen zes uur een 'Stormtrooper' bouwen. De teams mochten zelf bepalen op welke schaal men hanteerde. Als voorbeeld stond er naast iedere werktafel een Stormtrooper. 
  - Voordeel – De winnaar mocht tijdens de eliminatieopdracht 10 minuten lang gebruik maken van de expertise van gastjurylid Stefan.
- Eliminatieopdracht: Star Wars-voertuig - De teams moesten binnen tien uur een nieuw Star Wars-voertuig ontwerpen en bouwen. Er werd geloot of het een voertuig van de 'Light Side' (de 'goeden') of van de 'Dark Side' (de 'kwaden') moest zijn. Het winnende team mocht het eigen voertuig houden.
- Eliminatie – Er viel deze aflevering niemand af.

#### Aflevering 8
- Halve finale
- Uitzenddatum –   1 mei 2021
- Gastjurylid –  senior designmanager van LEGO Benedikte Stamp
- Voordeelopdracht: Crash en graai – De teams moesten binnen vier uur een eigen creatie bouwen. Ze mochten alleen de steentjes gebruiken die ze in 3 minuten bijeen konden graaien uit een stapel van 35.000 steentjes van een 'gecrashte' toren; de Brickshop bleef dicht. De teams mochten zelf bepalen op welke schaal ze dit deden. 
  - Voordeel – Het winnende team mocht als eerste een thema voor de eliminatieopdracht kiezen, en mocht de overgebleven thema's toewijzen aan de andere teams
- Eliminatieopdracht: Dag en nacht - De teams moesten binnen twaalf uur een stadsblok op 'minifig-schaal'[noot 2] creëren waarmee een half afgebouwde stad gecompleteerd moest worden. Er moesten twee verhalen in zitten: één overdag, en één 's nachts. Het nachtverhaal werd hierbij zichtbaar zodra het licht uit ging. Elk team kreeg hiervoor een eigen thema: industrie, wonen, openbare ruimte of kantoren.
- Eliminatie – Ernesto en Marco vielen af.

#### Aflevering 9
- Finale
- Uitzenddatum –   8 mei 2021
- Gastjurylid –  Lego vice-president of design Matthew Ashton[noot 8]
- Finaleopdracht: De drie finalisten-teams kregen achtentwintig uur de tijd voor een 'vrije opdracht'. De opdracht werd eenmaal onderbroken toen de deelnemers een verrassingsbezoek kregen van een dierbare die hen extra kwam motiveren. De stoelmassage vond tijdens het bouwen plaats. Deze konden de deelnemers individueel laten doen als ze dat wilden. Nadat de bouwwerken klaar waren, stemden eerst beide juryleden die elk door middel van een 'diamanten' steentje 10 stemmen uitbrachten. Beiden gaven hun stem aan Roy en Thomas. Daarna stemde 'het publiek' (30 personen, de vijf eerder afgevallen kandidatenduo's plus 20 kinderen uit Nederland en België), die elk door middel van een zwart steentje één stem uitbrachten. Bibi & Marcel eindigden als derde, Jan & Juliën als tweede en Roy en Thomas wonnen LEGO Masters NL/BE 2021.

### Kijkcijfers
| Aflevering | Titel                           | Speelduur (excl. reclame) | Kijkers (positie) | Kijkers (positie) | Kijkdichtheid (positie) (% marktaandeel) | Kijkdichtheid (positie) (% marktaandeel) |
| ---------- | ------------------------------- | ------------------------- | ----------------- | ----------------- | ---------------------------------------- | ---------------------------------------- |
| Aflevering | Titel                           | Speelduur (excl. reclame) | Uitzenddatum BE   | Kijkers (positie) | Uitzenddatum NL                          | Kijkdichtheid                            |
| 1          | “Pretpark”                      | 1:14:43                   | 6 maart 2021      | 426.227 (nr. 9)   | 13 maart 2021                            | 1.756.000 (nr. 2) (24,9%)                |
| 2          | “In de lucht”                   | 1:13:34                   | 13 maart 2021     | 528.294 (nr. 4)   | 20 maart 2021                            | 2.072.000 (nr. 3) (25,4%)                |
| 3          | “Replica”                       | 1:15:00                   | 20 maart 2021     | 422.282 (nr. 9)   | 27 maart 2021                            | 1.696.000 (nr. 4) (23,7%)                |
| 4          | “Pasen”                         | 1:14:01                   | 3 april 2021      | 428.827 (nr. 6)   | 3 april 2021                             | 1.816.000 (nr. 5) (24,6%)                |
| 5          | “Kunst met een hoofdletter ‘K’” | 1:14:53                   | 10 april 2021     | 423.933 (nr. 9)   | 10 april 2021                            | 1.774.000 (nr. 4) (26,4%)                |
| 6          | “Boven en onder”                | 1:13:58                   | 17 april 2021     | 376.638 (nr. 8)   | 17 april 2021                            | 1.536.000 (nr. 4) (26,6%)                |
| 7          | “Star Wars”                     | 1:13:23                   | 24 april 2021     | 406.348 (nr. 7)   | 24 april 2021                            | 1.545.000 (nr. 4) (25,8%)                |
| 8          | “Halve finale”                  | 1:13:21                   | 1 mei 2021        | 418.899 (nr. 9)   | 1 mei 2021                               | 1.535.000 (nr. 4) (25,8%)                |
| 9          | “Finale”                        | 1:13:45                   | 8 mei 2021        | 457.164 (nr. 7)   | 8 mei 2021                               | 1.489.000 (nr. 2) (25,4%)                |

## Kinderspecial 2021
Op zaterdag 15 mei 2021 werd in Nederland door RTL 4 een LEGO Masters Kidsspecial uitgezonden. Hierin streden zes duo's van Nederlandse 10- t/m 13-jarige kinderen tegen elkaar.
De special werd, evenals de reguliere serie, gepresenteerd door Ruben Nicolai. Als jurylid (Brickmaster) fungeerde Jonathan Bennink.
Opdrachten
De deelnemers kregen twee opdrachten.
Voordeelopdracht
Bij de eerste opdracht kregen de teams een groot Lego-ei waarin ze in 4 uur tijd een eigen dinobaby moesten bouwen.
Daniël en Jona wonnen de voordeelopdracht en daarmee het "Gouden Steentje". Dat konden zij inzetten tijdens de tweede opdracht en zo 20 minuten hulp krijgen van Jan & Lola, de winnaars van seizoen 1.
Hoofdopdracht
Bij de hoofdopdracht kregen de teams acht uur de tijd om een diorama met een futuristisch ruimtevoertuig te bouwen
Winkler en Timo wonnen de opdracht en daarmee de Lego-bokaal, de titel Lego Masters Kids 2021 en een jaar lang iedere maand voor €100,- aan Lego.
Statistieken
De special duurde 1:15:08u (excl. reclame) en werd uitgezonden van 20.00 uur tot 21.39 uur en trok 1.812.000 kijkers. Het was daarmee na het NOS Journaal van 20.00 uur het op één na bestbekeken programma van 15 mei 2021.

## Seizoen 3 (2022)
Het derde seizoen startte op zaterdag 27 augustus 2022 in Nederland en op zaterdag 3 september 2022 in België. Aan de derde programmaserie van negen afleveringen deden acht kandidatenduo's mee: vier uit Nederland en vier uit België.
Dit seizoen kende een nieuw presentatieduo: Jamai Loman en Andy Peelman. Jamai Loman en Andy Peelman vervingen Ruben Nicolai en Kürt Rogiers die dit seizoen vanwege een drukke agenda niet konden presenteren. Ook was er een nieuwe "Brickmaster": Esmee Kuenen, senior element designer bij Lego. Zij werd iedere aflevering bijgestaan door een ander gastjurylid.
In de "Brickshop" lagen dat jaar 4 miljoen steentjes, 0,5 miljoen méér dan in 2021.
In aflevering 7 werd een "Build-off" gehouden tussen de verliezers van deze aflevering en die van de aflevering ervoor. De winnaars daarvan werden het vierde koppel in de halve finale.
Na elke aflevering was er een ‘home challenge’ voor fans, die op Instagram een foto of video van hun bouwwerk konden posten.
Zowel in Nederland als in Vlaanderen werden de uitzendingen ondertiteld.
De winnaar ontving een trofee van LEGO, 25.000 euro en een reis naar het LEGO House in Billund, Denemarken.

### Deelnemers
| Positie | Team                  | Leeftijden | Land               | Teamnaam                       | Afleveringen | Afleveringen | Afleveringen | Afleveringen | Afleveringen | Afleveringen | Afleveringen | Afleveringen | Afleveringen |
| Positie | Team                  | Leeftijden | Land               | Teamnaam                       | 1            | 2GE          | 3            | 4GE          | 5            | 6GW          | 7            | 8            | 9            |
| ------- | --------------------- | ---------- | ------------------ | ------------------------------ | ------------ | ------------ | ------------ | ------------ | ------------ | ------------ | ------------ | ------------ | ------------ |
| 1       | Tom & Peter           | 40 & 39    | Vlag van België    | De neven                       | 2DE          | 2DE          | VEILIG       | VEILIG       | VEILIG       | VEILIG       | RISICO       | WIN          | WINNAAR      |
| 2       | Arne & Sander         | 42 & 43    | Vlag van Nederland | De arts & de belastingadviseur | VEILIG       | WIN          | WIN          | VEILIG       | WIN          | VEILIG       | 2DE          | 2DE          | 2DE          |
| 3       | Jaap & Mathijs        | 25 & 24    | Vlag van Nederland | Steengoede vrienden            | VEILIG       | VEILIG       | RISICO       | WIN          | RISICO       | VEILIG       | WIN          | RISICO       | 3DE          |
| 4       | Stefan & Klaartje     | 32 & 22    | Vlag van België    | LEGO-clubmaatjes               | VEILIG       | VEILIG       | VEILIG       | VEILIG       | 2DE          | ELIM         | VEILIGBO     | ELIM         |              |
| 5       | Bob & Wouter          | 39 & 40    | Vlag van Nederland | De leraren                     | WINGS        | VEILIG       | VEILIG       | VEILIG       | VEILIG       | VEILIGGS     | ELIMBO       |              |              |
| 6       | Johan & Pierre        | 42 & 42    | Vlag van België    | De Ingenieurs                  | RISICO       | VEILIG       | VEILIG       | VEILIG       | ELIM         |              |              |              |              |
| 7       | Rik & Noah            | 26 & 22    | Vlag van Nederland | De creatief en de techneut     | VEILIG       | VEILIG       | ELIM         |              |              |              |              |              |              |
| 8       | Steven D. & Steven C. | 42 & 36    | Vlag van België    | De naamgenoten                 | ELIM         |              |              |              |              |              |              |              |              |

### Afleveringen

#### Aflevering 1
- Thema: Optocht
- Uitzenddatum – 27 augustus 2022  3 september 2022
- Gastjurylid –  senior designer van Lego Juliane Aufdembrinke
- Opdracht: Optocht - De acht teams moesten binnen vijftien uur een praalwagen creëren, met ten minste twee bewegende functies. Deze praalwagens vormden een "optocht" op een lege grondplaat met LEGO-toeschouwers.
- Voordeel – Het winnende team ontving het "Gouden Steentje", dat ze in de tweede tot en met de zesde aflevering eenmalig in mogen zetten om een mogelijke uitschakeling te voorkomen.
- Eliminatie – Steven D. en Steven C. vielen af.

#### Aflevering 2
- Thema: Onderwaterwereld
- Uitzenddatum – 3 september 2022  10 september 2022
- Gastjurylid –  senior designer van LEGO Justin Ramsden[noot 3]
- Opdracht: Onder water - De zeven resterende teams moesten binnen 9 uur een onderwaterwereld creëren, met een deel dat zou bewegen wanneer het model in een grote bak met water werd geplaatst. Om het model in de bak met water te plaatsen moest dit worden gebouwd op een speciale grondplaat waaraan twee haken zaten waarmee dit in de bak kon worden getakeld.
- Voordeel – Beide leden van het winnende team ontvingen de bijzondere Legoset 21306 ‘Yellow Submarine’.
- Eliminatie – Er viel deze aflevering niemand af.

#### Aflevering 3
- Thema: Raad de songtitel
- Uitzenddatum – 10 september 2022  17 september 2022
- Gastjurylid –  Nederlandse zanger Jaap Reesema
- Voordeelopdracht: Omkeerbril - De zeven overgebleven teams moesten een roos uit de Lego Rozen (40460) bouwset bouwen. Daarvoor kreeg het team 70 steentjes, waarvan er 10 niet in hoorden. Eén van de teamleden moest de roos bouwen, terwijl hij een omkeerbril[noot 10] droeg en daardoor alles op de kop zag, terwijl het andere teamlid instructies gaf. Het team dat als eerste klaar was won.
  - Voordeel – Het winnende team ontving ‘een groot voordeel’ bij de eliminatieopdracht.
- Eliminatieopdracht: Raad de titel - In de tweede opdracht moesten de teams in tien uur de titel van een lied uitbeelden. Het gastjurylid zou de titel moeten kunnen raden. Omdat Stefan en Klaartje de voordeelopdracht hadden gewonnen mochten zij de titels verdelen over de andere teams.
  - Eliminatie – Aan het eind van de aflevering viel er één team af.

#### Aflevering 4
- Thema: LEGO Fashion
- Uitzenddatum – 17 september 2022  24 september 2022
- Gastjurylid –  Modeontwerper Mohammed El Marnissi,  LEGO Sr. Design Manager Frédéric Andre
- Opdracht 1: Modeaccessoire - De zes overgebleven teams moesten in één uur een modeaccessoire bouwen. Ieder team moest zijn accessoire in een bepaalde modestijl bouwen (haute couture, casual, bohemien, glamour, avant-garde, retro)
  - Voordeel – Bij een gelijke stand in de tweede opdracht zou het resultaat van de eerste opdracht de doorslag geven.
- Opdracht 2: Hoed - In de tweede opdracht moesten de teams in 12 uur een 'draagbare' hoed bouwen, in dezelfde stijl en passend bij het accessoire van de eerste opdracht. Daarna moesten ze hun creatie aan de jury showen op een catwalk. Om de testen of de hoed draagbaar was, moesten ze deze hierbij 5 sec. loslaten. De hoed mocht hierbij niet van het hoofd vallen. Het winnende team won een ‘heel belangrijk voordeel in de volgende aflevering’.
  - Eliminatie – Er viel deze aflevering niemand af.

#### Aflevering 5
- Cut in half 2.0
- Uitzenddatum – 24 september 2022  1 oktober 2022
- Gastjurylid –  Björn Ramant, Lego Certified Professional en finalist Lego Masters Seizoen 1 (2020)[47][75][76][77]
- Opdracht 1: 10-minuten-miniatuur - De zes overgebleven teams moesten in tien minuten een miniatuur bouwen van een retro-apparaat: een filmcamera, een cassetterecorder, een faxapparaat, een globe, een kiesschijftelefoontoestel of een stofzuiger. Omdat Jaap & Mathijs de vorige opdracht hadden gewonnen mochten zij als eerste een voorwerp kiezen, en mochten ze de overgebleven voorwerpen toewijzen aan de andere teams 
  - Voordeel – Jaap en Mathijs wonnen en mochten zij als eerste een half voorwerp kiezen. De overgebleven halve voorwerpen werden verloot onder de andere teams.
- Opdracht 2: Cut in half 2.0 - Dit was een reprise van opdracht 1 van de derde aflevering van het eerste seizoen. De teams kregen veertien uur de tijd om van een half voorwerp weer een compleet voorwerp te maken, op een zo fantasierijk mogelijke manier.
  - Eliminatie – Aan het eind van de aflevering viel er één team af.

#### Aflevering 6
- Zwaar weer
- Uitzenddatum – 1 oktober 2022  8 oktober 2022
- Gastjurylid – Er was deze aflevering geen gastjurylid
- Opdracht 1: Luchtballon - De vijf overgebleven teams moesten in vier uur een build maken die onder een grote heliumballon kwam te hangen. De build moest precies zo zwaar zijn dat de ballon omhoog noch omlaag zou gaan, maar ten minste 10 seconden bleef zweven.
  - Voordeel –Het winnende team won een ‘handig voordeel’ in de eliminatieopdracht.
- Opdracht 2: Windmolen - De teams kregen tien uur de tijd om een windmolen te bouwen, waarvan de wieken konden draaien, en een aantal bewegende elementen aandreven. De molen zou een windsterkte van 100 km/u moeten kunnen weerstaan. Bij gelijke stand zouden creativiteit, inventiviteit en esthetiek de doorslag geven. De wind werd gecreëerd met een grote industriële ventilator, die in 10 stappen van 10 km/u naar 100 km/u ging. Arne en Sander hadden de eerste opdracht gewonnen en kregen een eigen kleinere ventilator om hun build mee te kunnen testen. De andere vier teams moesten een ventilator delen om te testen. Alle molens konden 100 km/u aan. Er werd deze aflevering geen winnaar aangewezen.
  - Eliminatie – Aan het eind van de aflevering viel er één team af.

#### Aflevering 7
- Filmscène
- Uitzenddatum – 8 oktober 2022  15 oktober 2022
- Gastjurylid –  Acteur André Dongelmans
- Opdracht 1: Filmscène - De vier overgebleven teams moesten in twaalf uur een filmscène uit The Fast and the Furious, E.T., Jurassic World of Verschrikkelijke Ikke nabouwen in 3D, en met een eigen ‘twist’. De winnaar zou een ‘toffe prijs’ krijgen: hun build zou geëxposeerd worden in de Lego Store in Utrecht.
  - Eliminatie – Aan het eind van de opdracht viel er één team af.
- Opdracht 2: Build-off – het team dat afviel, Bob en Wouter, kreeg een herkansing in een ‘build-off’ tegen de afvallers van de vorige aflevering, Stefan en Klaartje. Beide teams kregen 30 minuten de tijd om een object op ware grootte na te bouwen: resp. een VHS-videocassette en een afstandsbediening.
  - Eliminatie – Aan het eind van de ‘build-off’ vielen Bob en Wouter alsnog af, en keerden Stefan en Klaartje terug.[73]

#### Aflevering 8
- Halve finale
- Uitzenddatum –  15 oktober 2022  22 oktober 2022
- Gastjurylid –  René Hoffmeister,[noot 11] Lego Certified Professional[47] en jurylid bij de Duitse versie van Legomasters.
- Opdracht 1: Duodier - De vier overgebleven teams moesten in twee uur een dier bouwen. Na een uur bouwen volgde er een ‘twist’, en kregen alle teams een tweede dier, en moesten deze combineren, zodanig dat beide dieren herkenbaar zouden zijn.
  - Voordeel – Stefan en Klaartje wonnen deze opdracht en wonnen een voordeel in de eliminatieopdracht.
- Opdracht 2: Wolkenopdracht – De teams moesten in vijftien uur een eigen creatie bouwen, boven en onder een wolk.
  - Eliminatie – Aan het eind van de aflevering viel één team af.

#### Aflevering 9
- Finale
- Uitzenddatum – 22 oktober 2022  29 oktober 2022
- Gastjurylid –  Lego vicepresident of design Matthew Ashton[noot 8] die ook al gastjurylid was bij de finale van seizoen 2
- Finaleopdracht: De drie finalisten-teams kregen achtentwintig uur de tijd voor een ‘vrije opdracht’. De opdracht werd eenmaal onderbroken toen de deelnemers een verrassingsbezoek kregen van enkele dierbaren die hen extra kwamen motiveren. Nadat de bouwwerken klaar waren, stemden eerst beide juryleden die elk door middel van een ‘diamanten’ steentje 30 stemmen uitbrachten. Beiden gaven hun stem aan Tom & Peter. Daarna stemde ‘het publiek’; 110 personen – de vijf eerder afgevallen kandidatenduo's plus 100 kinderen en volwassenen uit Nederland en België – die elk door middel van een zwart steentje één stem uitbrachten. Jaap & Mathijs eindigden als derde, Arne & Sander als tweede en Tom & Peter wonnen LEGO Masters NL/BE 2022.

### Varia
- In de BrickShop in de studio lagen dit seizoen 4 miljoen blokjes in een groot aantal kleuren, vormen en formaten. Dat waren er 0,5 miljoen méér dan in 2021 en 1,5 miljoen méér dan in 2020.
- In totaal werd er tijdens deze reeks van LEGO Masters 146 uur en 10 minuten gebouwd.
- De kortste opdracht duurde tien minuten, de langste 28 uur.

### Kijkcijfers
| Aflevering | Titel               | Speelduur (excl. reclame) | Kijkers (positie) | Kijkers (positie) | Totaal aantal kijkers incl. uitgesteld kijken t/m 6 dagen na de uitzenddag (positie) (% marktaandeel) | Totaal aantal kijkers incl. uitgesteld kijken t/m 6 dagen na de uitzenddag (positie) (% marktaandeel) |
| ---------- | ------------------- | ------------------------- | ----------------- | ----------------- | --- | --- |
| Aflevering | Titel               | Speelduur (excl. reclame) | Uitzenddatum BE   | Kijkers (positie) | Uitzenddatum NL                                                                                       | Totaal                                                                                                |
| 1          | “Optocht”           | 1:14:20                   | 3 september 2022  | 212.853 (nr. 10)  | 27 augustus 2022                                                                                      | 1.856.000 (nr. 3) (31,1%)                                                                             |
| 2          | “Onderwaterwereld”  | 1:14:38                   | 10 september 2022 | 170.211 (nr. 11)  | 3 september 2022                                                                                      | 1.450.000 (nr. 4) (15,4%)                                                                             |
| 3          | “Raad de songtitel” | 1:14:18                   | 17 september 2022 | 212.853 (nr. 10)  | 10 september 2022                                                                                     | 1.703.000 (nr. 4) (17,1%)                                                                             |
| 4          | "LEGO Fashion"      | 1:14:59                   | 24 september 2022 | 276.467 (nr. 10)  | 17 september 2022                                                                                     | 1.705.000 (nr. 6) (17,0%)                                                                             |
| 5          | "Cut in half 2.0"   | 1:15:16                   | 1 oktober 2022    | 269.832 (nr. 10)  | 24 september 2022                                                                                     | 1.396.000 (nr. 6) (13,8%)                                                                             |
| 6          | "Zwaar weer"        | 1:14:26                   | 8 oktober 2022    | 212.032 (nr. 12)  | 1 oktober 2022                                                                                        | 1.556.000 (nr. 10) (14,8%)                                                                            |
| 7          | "Filmscène"         | 1:14:59                   | 15 oktober 2022   | 187.639 (nr. 12)  | 8 oktober 2022                                                                                        | 1.588.000 (nr. 13) (14,7%)                                                                            |
| 8          | "Halve finale"      | 1:14:42                   | 22 oktober 2022   | 240.175 (nr. 10)  | 15 oktober 2022                                                                                       | 1.649.000 (nr. 11) (13,8%)                                                                            |
| 9          | "Finale"            | 1:14:55                   | 29 oktober 2022   | 210.069 (nr. 11)  | 22 oktober 2022                                                                                       | 1.620.000 (nr. 13) (14,8%)                                                                            |

## Kerstspecial 2022
Op woensdag 28 december 2022 werd in Nederland door RTL 4 de tweede Lego Masters Kerstspecial uitgezonden met als deelnemers zes teams van bekende Nederlanders.

De special was bedoeld om geld op te halen voor goede doelen.
De special werd, evenals seizoen 3, gepresenteerd door Jamai Loman en Brickmaster Esmee Kuenen. Fred van Leer trad op als gastjurylid bij de tweede opdracht.

### Teams
De teams werden onderscheiden door een eigen kleur kersttrui. Ieder team speelde voor een ander goed doel. De winnaars kregen € 5.000 voor hun goede doel, de andere teams kregen € 1.000 voor hun goede doel. De zes BN'er-teams waren:
- Geel: 'misfit-vriendinnen' actrices Fenna Ramos en Kes van den Broek. Goede doel: Stichting KiKa
- Groen: 'mannen van de radio' Erik de Zwart en Barry Paf. Goede doel: Beat Batten.
- Paars: 'zingende tweelingbroers' Xillan en Jeangu Macrooy. Goede doel: Black Archives.
- Rood: 'Mocro Maffia matties' acteurs Marouane Meftah en Carré Albers. Goede doel: Nationaal Ouderenfonds.
- Wit: ‘Kris Kross Amsterdam broers' Jordy en Sander Huisman. Goede doel: Voedselbank
- Zwart: 'Beste vrienden' tv kok Hugo Kennis en acteur Thomas Cammaert. Goede doel: Right To Play.

### Opdrachten
De deelnemers kregen twee opdrachten.
De eerste opdracht was hetzelfde als in de eerste kerstspecial. Bij deze opdracht moest men in één uur een versiering voor in de kerstboom bouwen. Hugo en Thomas wonnen deze opdracht en daarmee een voordeel in de tweede opdracht.

Voor de tweede opdracht kregen de deelnemers negen uur de tijd om een “Winterwonderland in een sneeuwglobe” te bouwen, ieder met een eigen thema, bv: sneeuwpop, kroon, Rudolf het Rendier etc.. Ieder team mocht 4 minuten hulp inroepen van Thomas en Roy, de winnaars van seizoen 2. Hugo en Thomas mochten, omdat ze de eerste opdracht hadden gewonnen, twee maal 4 minuten hulp inroepen.
De special werd gewonnen door Fenna en Kes.

### Statistieken
De special duurde 1:19:50 uur (excl. reclame) en werd uitgezonden van 20.30 uur tot 22.10 uur. De uitzending trok 1,4 miljoen kijkers.

## Seizoen 4 (2025)
Het vierde seizoen startte op 6 februari 2025 in Nederland en op 15 februari in Vlaanderen, onder de titel LEGO Masters: Out of the Box. Het werd in Nederland op donderdagavond uitgezonden en wordt in Vlaanderen op zaterdagavond uitgezonden. De opdrachten worden in dit seizoen in tegenstelling tot de voorgaande seizoenen niet in een studio, maar op verschillende locaties in Nederland, België en Denemarken uitgevoerd. Er zijn acht duo's en de Brickmaster van dit seizoen is Ashwin Visser. Hij wordt iedere aflevering bijgestaan door een gastjurylid, dat vaak iets te maken heeft met het onderwerp of de locatie van de aflevering. Er is geen brickshop. In plaats daarvan heeft elk team de beschikking over een eigen busje waarin alle benodigde legosteentjes zitten. Met deze busjes verplaatsen ze zich van de ene naar de andere locatie.
Aflevering 1
De kandidaten verzamelden zich op station Amsterdam Centraal, vanwaaruit ze met de trein via Roosendaal naar Antwerpen gingen. De eerste opdracht moesten ze in de trein uitvoeren, waarbij de tijd om was als ze in Roosendaal aankwamen. Daarna was er een opdracht in het Antwerpse chocolademuseum Chocolate Nation. Ze moesten in vier uur een mal van LEGO maken, waarna het daaruit ontstane chocoladefiguur werd beoordeeld. Aan het eind van de afleveringen kwamen twee teams in de gevarenzone.
De uitzending werd in Nederland, inclusief uitgesteld kijken, bekeken door 971.000 mensen. In Vlaanderen keken op de dag zelf en de 28 dagen daarna 371.333 mensen.
Aflevering 2
Alle duo's kwamen samen in de Efteling waar ieder duo een Volkswagen ID. Buzz bestelauto kreeg in hun eigen kleur met al hun benodigdheden, waaronder LEGO-stenen, een partytent en een tafel om op te bouwen. De eerste opdracht werd buiten in het park gespeeld, tussen de twee teams die in de gevarenzone zaten. Daar moesten beide duo's in een uur een van de zogeheten rode schoentjes nabouwen. De verliezer daarvan viel af. Daarna moesten alle duo's in zeven uur een lege halve paddenstoel omvormen tot een lego-bouwwerk. Die opdracht begon onder de tent bij de bestelauto's, maar vanwege de harde wind werd deze verplaatst naar het Efteling Theater. Er kwamen geen duo's in de gevarenzone.
De uitzending werd in Nederland, inclusief uitgesteld kijken, bekeken door 818.000 mensen. In Vlaanderen keken op de dag zelf en de 28 dagen daarna 394.423 mensen.
Aflevering 3
De kandidaten kwamen in hun eigen bestelauto aan in Lier, waar ze een opdracht deden in de Normaalschool van Lier. Ze moesten een deel van een glas-in-loodraam maken, dat gerelateerd is aan een bepaald schoolvak. Gedurende de 8,5 uur die daarvoor stond, werden de duo's één voor één opgehaald om nog een korte opdracht van maximaal een half uur in de stad uit te voeren. De winnaar van die opdracht zou bij een gelijke stand van de twee slechtste duo's niet naar huis hoeven. Uiteindelijk waren er twee duo's die de hoofdopdracht het slechtst hadden voltooid en bepaalde die extra opdracht welk duo mocht blijven.
De uitzending werd in Nederland, inclusief uitgesteld kijken, bekeken door 646.000 mensen. In Vlaanderen keken op de dag zelf en de 28 dagen daarna 355.948 mensen.
Aflevering 4
De opdracht van deze week vond plaats in Wijk aan Zee. De duo's moesten in negen uur een kale zeepkist voorzien van LEGO om vervolgens mee te doen aan de zeepkistenrace van Wijk aan Zee. De wagens werden beoordeeld op basis van creativiteit, snelste tijd en hoeveel stukjes nog aan de zeepkist zaten na de race (stevigheid).
De uitzending werd in Nederland, inclusief uitgesteld kijken, bekeken door 711.000 mensen. In Vlaanderen keken op de dag zelf en de 28 dagen daarna 348.031 mensen.
Aflevering 5
De duo's moesten op de bovenste verdieping van het gebouw Het Predikheren in Mechelen, waar een bibliotheek is gevestigd, een bouwwerk maken waarin een scène uit een kinderboek wordt uitgebeeld met een twist. Tijdens de acht uur durende opdracht maakten per boek twee kinderen in twee uur een element uit die boeken, dat de duo's moesten verwerken in hun creatie. Aan het eind van de aflevering viel een duo af. Het winnende bouwwerk kreeg een plek in de bibliotheek.
De uitzending werd in Nederland, inclusief uitgesteld kijken, bekeken door 581.000 mensen. In Vlaanderen keken op de dag zelf en de 28 dagen daarna 360.198 mensen.
Aflevering 6
De opdracht van deze aflevering vond plaats in de kasteeltuin van het Kasteel van Gaasbeek. De vijf duo's moesten in acht uur een pop maken en daarmee gezamenlijk een poppenspel uitvoeren, inclusief het bedenken van een script. Het winnende duo verdiende een voordeel voor de volgende aflevering en hun pop kreeg een plek in het kasteelmuseum.
De uitzending werd in Nederland, inclusief uitgesteld kijken, bekeken door 613.000 mensen. In Vlaanderen keken op de dag zelf en de 28 dagen daarna 361.516 mensen.
Aflevering 7
De zevende aflevering vond plaats in het bloemenveilinggebouw van Royal FloraHolland in Aalsmeer. Er waren vijf boeketten voor speciale gelegenheden en elk duo moest in zeven uur een boeket daarvan nabouwen. Het duo dat de vorige aflevering won, mocht aan het begin de boeketten verdelen. Het winnende boeket werd geplaatst langs de bezoekersroute in de veilinghal. Aan het eind van de aflevering viel er een duo af.
De uitzending werd in Nederland, inclusief uitgesteld kijken, bekeken door 629.000 mensen.
Aflevering 8
In de halve finale moesten de duo's LEGO-kunst maken in het Groninger Museum. Ze moesten een kunstwerk uit het museum kiezen en dat in 3D nabouwen en tot leven brengen, waarvoor ze in totaal twaalf uur de tijd kregen. De creatie van het winnende duo wordt een jaar in het museum geëxposeerd. Aan het eind van de aflevering viel er een duo af.
De uitzending werd in Nederland, inclusief uitgesteld kijken, bekeken door 629.000 mensen.
Aflevering 9 (finale)
De finale vond plaats in de LEGO-campus in het Deense Billund. De drie overgebleven duo's kregen twintig uur de tijd om te maken wat ze wilden. Hierbij was er i.t.t. voorgaande seizoenen geen verrassingsbezoek van familieleden of stoelmassage en ook beoordeelde alleen de jury de bouwwerken na afloop van het bouwen. Het winnende bouwwerk wordt geëxposeerd in de Masterpiece Gallery in het LEGO House. De winnaars wonnen €25.000,- en een LEGO Masters-trofee.
De uitzending werd in Nederland, inclusief uitgesteld kijken, bekeken door 629.000 mensen.